# Азауад
Азауад (туарегски ⴰⵣⴰⵓⴷ, на арабски: أزواد) е традиционното име на регион в Западна Сахара, Африка, в който живеят туареги.

## География
Условно регионът се разпростира в североизточната част на Мали, Югоизточен Алжир, западната част на Нигер, северната част на Буркина Фасо и западната част на Либия.
В Малийски Азауад влизат югоизточната част на областта Томбукту, северозападната част на областта Гао и по-голямата част от областта Кидали.

## Конфликт в Мали, 2012 г.
На 6 април 2012 г. местна ислямистка групировка и туарегски бунтовници провъзгласяват независимостта на региона от Мали и създаването на нова държава, наречена Азауад.
Неспособността на Мали да е справи с проблема води до решение на Съвета за сигурност на ООН от 20 декември 2012 г. за международна военна мисия в района, именувана AFISMA, със срок от 1 година..
В началото на януари 2013 г. Франция се включва в бойните действия в помощ на централното правителство на Мали. С помощта на чуждестранната интервенция територията на Азауад е освободена.